# Léa Fazer
Pour les articles homonymes, voir Léa et Fazer.
Léa Fazer est une scénariste, réalisatrice, actrice et metteur en scène de théâtre suisse, née à Genève le 20 avril 1965.

## Filmographie

### Cinéma
- 2004 : Bienvenue en Suisse
- 2008 : Notre univers impitoyable
- 2008 : Bientôt j'arrête (Court-métrage)
- 2010 : Ensemble, c'est trop
- 2013 : Cookie
- 2014 : Maestro

### Télévision
- 2016 : Mystère à la tour Eiffel, téléfilm
- 2017 : Mystère à l'Opéra, téléfilm
- 2017 : Nadia, téléfilm
- 2017 : Mystère au Louvre, téléfilm
- 2017 : Mystère place Vendôme, téléfilm
- 2018 : Mystère à la Sorbonne, téléfilm
- 2021 : Sacha, série télévisée
- 2021 : L'Art du crime, série, saison 5, épisode 1 : Un cœur de pierre
- 2021 : L'Art du crime, série, saison 5, épisode 2 : Le code Delacroix
- 2026 : Les Aventurières

## Théâtre

### Comédienne
- 1989 : Question sur le geste et l'action théâtrale de Jean Dautremay, Festival d'Avignon[1]
- 1989-1990 : Leonce et Lena de Georg Büchner, m.e.s. Jacques Lassalle, Festival d'Avignon, théâtre national de Strasbourg
- 1990 : Sade, Concerts d'Enfers de E. Corman, m.e.s. Philippe Adrien, Théâtre de la Tempête
- 1990 : La Double inconstance de Marivaux, m.e.s. Claudia Morin, Théâtre de la Cité internationale
- 1991 : La Petite Catherine de Heilbronn de Heinrich von Kleist, m.e.s. Isabelle Janier, Théâtre de la Tempête, et en tournée
- 1991-1992 : Ma chère biche de Balzac, m.e.s. Christian Pethyeu, Théâtre du Tourtour
- 1992 : Avatar de Théophile Gauthier, m.e.s. Thierry Atlan, Théâtre de l'Atalante
- 1992 : Le chien d'Ulysse, textes de Durif, Jouanneau, Namiand et Reynaud, m.e.s. Jean-Paul Wenzel, festival de Martigues
- 1992-1993 : Le Mariage forcé et Le Cocu imaginaire de Molière, m.e.s. Jacques Lassalle, Théâtre national de Strasbourg

### Auteure et metteuse en scène
- 1993 : Contes moraux sur la vie urbaine, ou la Journée d'une pièce de dix francs, Théâtre du Paris-Villette
- 1994 : Pourvu que ça dure, Théâtre du Paris-Villette
- 1995 : Mais pourquoi Zeus attache-t-il autant d'importance au théâtre, Théâtre d’Aubervilliers
- 1998 : Les Fils de Noé, Théâtre de la Tempête
- 2000 : Porte de Montreuil, Proscenium, tournée

### Metteur en scène
- 1996 : Les Douze Travaux d'Hercule, compagnie d'Eustache, festival de la cité, Lausanne